# Varsity Team
Varsity è un'alterazione abbreviativa del termine in lingua inglese university. Il significato cambia secondo il luogo ove viene utilizzato, ma si riferisce in generale ad attività sportive.

## Varsity nel Regno Unito
Nel Regno Unito varsity team o varsity club si riferisce a squadre che partecipano a "incontri varsity", sportivi o relativi ad altre competizioni tra università rivali.
In origine il termine si riferiva strettamente a squadre sponsorizzate da Università, e risale agli anni 1840.
Nel lingua scozzese contemporanea il termine varsity è spesso intercambiabile con university in contesti non relativi ad attività sportive.

## Varsity nel Nordamerica
Negli Stati Uniti e in Canada varsity teams sono le principali squadre di atletica che rappresentano un college, un'università, una scuola secondaria di secondo grado o altre scuole secondarie. Tali squadre competono altre simili del corrispondente livello d'insegnamento. Gruppi di squadre sportive varsity sono spesso organizzate in "convegni", che sono gruppi di squadre che giocano regolarmente l'una contro l'altra durante una determinata stagione sportiva. In riconoscimento del loro alto livello di prestazioni, agli atleti delle squadre "varsity" viene spesso attribuita una "lettera varsity". Esse sono in contrasto con le istituzioni club sports.

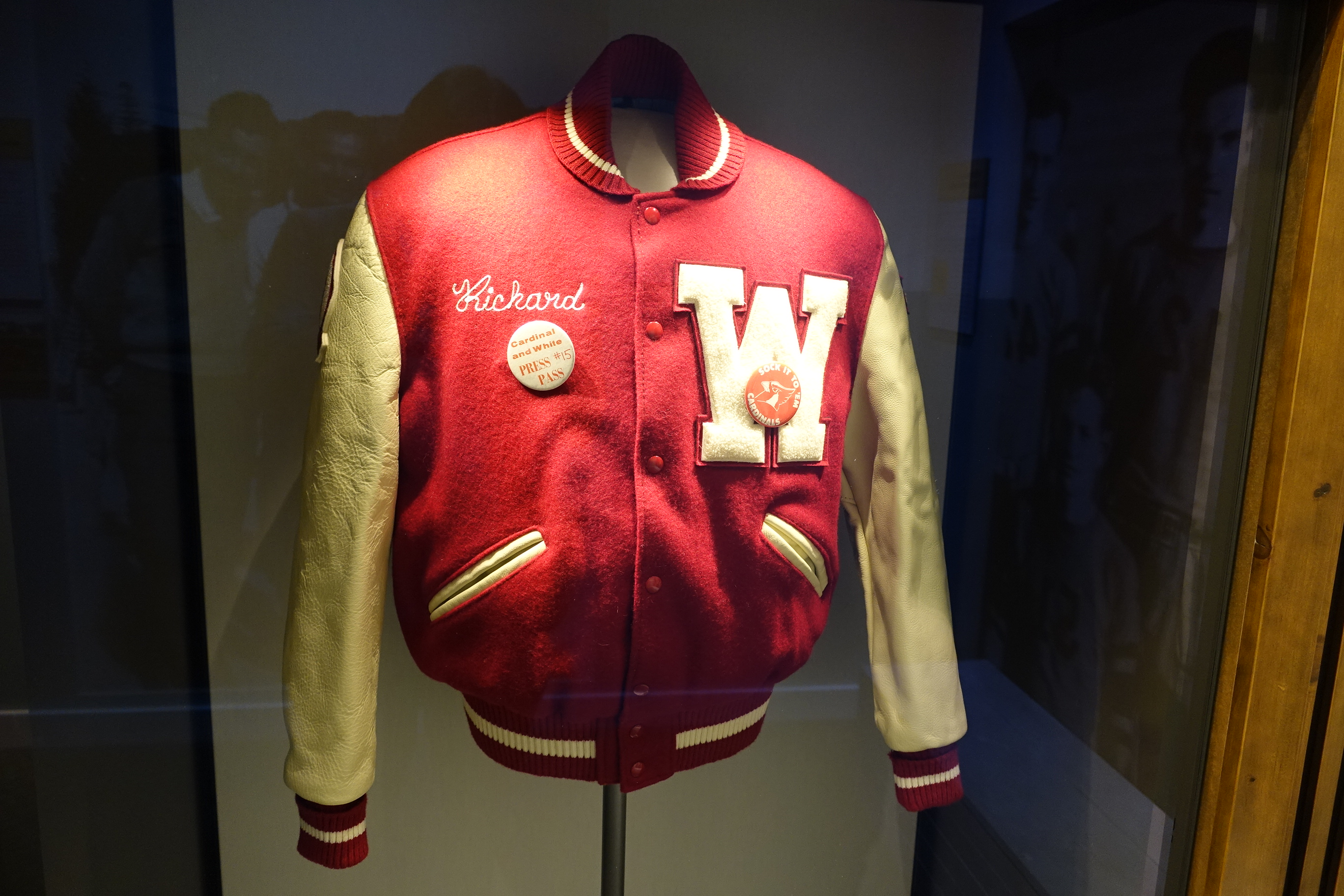
La varsity letter (W) assegnata dalla Whittier High School a Richard Nixon in California, esposta su un giubbotto sportivo detto letterman jacket

La principale differenza tra varsity e club sportivi è la fonte per l'allocamento dei fondi. Le squadre Varsity ricevono sostegno finanziario, equipaggiamenti, e altri servizi dai college e dai budget dei dipartimenti universitari di atletica. Le Università spesso allocano budget di club sportivi attraverso dipartimenti di vita studentesca simili ad altri club nel campus. Poiché i club sportivi costano più di altri club, molti club di studenti-atleti devono pagare per giocare e anche impegnarsi in sforzi per la raccolta di fondi allo scopo di pagarsi spese, equipaggiamento e quant'altro necessario all'attività sportiva. A vari livelli di sport di collegio, gli atleti studenti "varsity" sono ammessi a borse di studio solo o parzialmente in base alle capacità atletiche.
Varsity può essere comparata con il livello junior varsity (JV), che tipicamente riguarda i meno esperti delle classi scolastiche inferiori, e anche sport intramoenia (IM sport), per i quali le squadre si trovano tutte nella stessa scuola (il termine intramoenia significa "tra le mura"). Giocatori JV e IM possono salire di livello varsity giocando bene.

## Varsity nei Paesi Bassi
Nei Paesi Bassi la Varsity è la più antica e prestigiosa gara di canottaggio. Essa ebbe luogo per la prima volta nel 1878, e fu iniziata come l'equivalente olandese della gara di canottaggio tra Oxford e Cambridge.

## Varsity nel Sudafrica
In Sudafrica e in alcuni altri Paesi del Commonwealth varsity è ancora spesso usato al posto del termine university, in contesti privi di relazione con attività sportive.

## Varsity in Bangladesh
Varsity è fondamentalmente la forma breve di università nel Bangladesh ed è in gran parte usata dagli studenti delle università. Il termine è più comunemente usato tra gli studenti delle grandi città come Dacca, Chittagong, Khulna, Sylhet etc., sebbene il termine sia ora usato anche da altre categorie di popolazione del Paese. Il termine è ora anche compreso da un gran quantità di persone.